# Sophie Hediger
Sophie Anna Hediger (ur. 14 grudnia 1998 w Horgen, zm. 23 grudnia 2024 w Arosie) – szwajcarska snowboardzistka, olimpijka z 2022.

## Życiorys
W 2015 roku została brązową medalistką olimpijskiego festiwalu młodzieży Europy w snowboard crossie drużynowym (wraz z Pascalem Bitschnauem). W 2016 roku zdobyła dwa srebrne medale igrzysk olimpijskich młodzieży, w snowboard crossie indywidualnym oraz w crossie drużynowym. Brązowa medalistka mistrzostw świata juniorów z 2016 w snowcrossie drużynowym (wraz z Luaną Bianchi) i z 2018 w indywidualnym.
W 2022 roku wystąpiła na igrzyskach olimpijskich, na których wzięła udział w snowboard crossie indywidualnym i drużynowym. W rywalizacji indywidualnej odpadła w 1/8 finału i została sklasyfikowana ex aequo na 17. miejscu, natomiast w zawodach drużynowych wraz z Kalle Kobletem odpadła w półfinale, po czym zajęła trzecie miejsce w finale B, zajmując ostatecznie 7. pozycję. W 2023 roku została złotą medalistką uniwersjady w snowcrossie indywidualnym.
Dwukrotnie stała na podium zawodów Pucharu Świata, jej najlepszym wynikiem było drugie miejsce (26 stycznia 2024, Sankt Moritz).
23 grudnia 2024 zginęła w lawinie na zamkniętej wówczas trasie Black Diamond w Arosie.